# فرناندو بالاسيوس
فرناندو بالاسيوس (بالألمانية: Fernando Palacios) (و. 1916 – 1965 م) هو مخرج أفلام إسباني، ولد في سرقسطة، توفي في مدريد، عن عمر يناهز 49 عاماً.

## وصلات خارجية
- فرناندو بالاسيوس على موقع IMDb (الإنجليزية)
- فرناندو بالاسيوس على موقع ألو سيني (الفرنسية)
- فرناندو بالاسيوس على موقع قاعدة بيانات الفيلم (الإنجليزية)
- فرناندو بالاسيوس على موقع كينوبويسك (الروسية)

- فرناندو بالاسيوس في قاعدة بيانات الأفلام على الإنترنت